# Edmond Dame
Edmond Dame (ur. 4 listopada 1893 w Rouvroy, zm. 31 sierpnia 1956 w Paryżu) – francuski zapaśnik walczący w obu stylach. Trzykrotny olimpijczyk. Brązowy medalista z Amsterdamu 1928; czwarty i piąty w Paryżu 1924 i szósty w Antwerpii 1920. Walczył w wadze ciężkiej.
Brązowy medalista mistrzostw Europy w 1925 i 1929 roku.

## Letnie Igrzyska Olimpijskie 1920
| Konkurencja             | Rundy eliminacyjne | Rundy eliminacyjne     | Turniej o srebrny medal | Turniej o brązowy medal  | Klas. końcowa |
| Konkurencja             | 1/8                | 1/4                    | Przeciwnik I            | Przeciwnik I             | Miejsce       |
| ----------------------- | ------------------ | ---------------------- | ----------------------- | ------------------------ | ------------- |
| +82,5 kg styl klasyczny | Artur Kukk (EST) Z | Adolf Lindfors (FIN) P | Poul Hansen (DEN) P     | Alexander Weyand (USA) P | 6.            |

## Letnie Igrzyska Olimpijskie 1924
| Konkurencja             | Rundy eliminacyjne    | Rundy eliminacyjne | Rundy eliminacyjne   | Rundy eliminacyjne      | Klas. końcowa |
| Konkurencja             | Przeciwnik I          | Przeciwnik II      | Przeciwnik III       | Przeciwnik IV           | Miejsce       |
| ----------------------- | --------------------- | ------------------ | -------------------- | ----------------------- | ------------- |
| +82,5 kg styl klasyczny | Franz Mileder (AUT) Z | Wolny los Z        | Rajmund Badó (HUN) P | Edil Rosenqvist (FIN) P | 5.            |

| Konkurencja         | Rundy eliminacyjne   | Klas. końcowa |
| Konkurencja         | 1/8                  | Miejsce       |
| ------------------- | -------------------- | ------------- |
| +82,5 kg styl wolny | Henri Wernli (SUI) P | 4.            |

## Letnie Igrzyska Olimpijskie 1928
| Konkurencja       | Rundy eliminacyjne      | Runda o srebrny medal   | Runda o brązowy medal | Klas. końcowa |
| Konkurencja       | Półfinał                | Przeciwnik I            | Przeciwnik I          | Miejsce       |
| ----------------- | ----------------------- | ----------------------- | --------------------- | ------------- |
| +87 kg styl wolny | Johan Richthoff (SWE) P | Aukusti Sihvola (FIN) P | Ed Don George (USA) Z | 3.            |